# 黑非洲社会进化运动
黑非洲社会进步运动（法語：Mouvement pour l'évolution sociale de l'Afrique noire）是中非共和国曾经存在过的一个政党，由中非独立运动领袖巴泰勒米·波冈达在当时的法国殖民地乌班吉沙立首府班吉（今中非共和国首都）创立。波冈达逝世后由其侄戴维·达科领导，中非独立后达科成为首任总统，而该党也成为中非的唯一执政党。博卡萨推翻达科后成为党的领袖，在中非帝国期间该党仍然是唯一执政党，只是大权完全掌握在皇帝博卡萨手中。达科推翻博卡萨再次执政后宣布解散该党，以中非民主聯盟取而代之。